# Tossal de Prat Sobirà
El Tossal de Prat Sobirà és una muntanya de 1.395 metres que es troba al municipi de Coll de Nargó, a la comarca de l'Alt Urgell.